# Yudai
Yudai (kinesiska: 玉带乡, 玉带) är en socken i Kina. Den ligger i provinsen Sichuan, i den sydvästra delen av landet, omkring 360 kilometer öster om provinshuvudstaden Chengdu. Antalet invånare är 7 073. Befolkningen består av 3 540 kvinnor och 3 533 män. Barn under 15 år utgör 28,0 %, vuxna 15-64 år 59 %, och äldre över 65 år 12,0 %. Yudai ligger vid sjön Chuan'ershi Shuiku.
Genomsnittlig årsnederbörd är 1 660 millimeter. Den regnigaste månaden är september, med i genomsnitt 325 mm nederbörd, och den torraste är december, med 10 mm nederbörd.